# Jeff Williams
Jeff Williams, född den 31 december 1965, är en amerikansk före detta friidrottare som tävlade i kortdistanslöpning.
Williams främsta merit är att han slutade på tredje plats vid VM 1995 i Göteborg på 200 meter på tiden 20,18.

## Personliga rekord
- 100 meter - 10,02
- 200 meter - 19,87